# Żeleźnica (Białoruś)
Żeleźnica (biał. Жалезніца; ros. Железница) – wieś na Białorusi, w obwodzie brzeskim, w rejonie baranowickim, w sielsowiecie Horodyszcze.
Dawniej wieś i majątek ziemski. W dwudziestoleciu międzywojennym wieś i dobra leżały w Polsce, w województwie nowogródzkim, w powiecie baranowickim.
Istniał tu kościół rzymskokatolicki, który w wyniku represji popowstaniowych zamieniono na cerkiew prawosławną. Znajdował się tu również cmentarz katolicki z kaplicą cmentarną. W latach międzywojennych w Żeleźnicy mieściła się parafia rzymskokatolicka dekanatu Stołowicze diecezja pińskiej.